# The Age of Desire
Pour plus de détails, voir Fiche technique et Distribution.
The Age of Desire est un film muet américain réalisé par Frank Borzage, sorti en 1923.

## Synopsis
Janet Loring, une jeune veuve, se marie avec le millionnaire Malcolm Trask, mais garde son précédent mariage secret et abandonne son fils Ranny. Il devient un gamin des rues, puis rejoint le foyer d'un libraire et de sa petite-fille Margy.
Janet regrette l'abandon de son fils et passe des annonces pour le retrouver. Marcio, un maître-chanteur notoire, envoie Ranny pour le faire passer pour ce fils disparu, sans savoir que c'est lui le vrai. Ranny prend l'argent pour acheter une maison à sa fiancée Margy, mais a des remords et admet qu'il est un imposteur. Quand Janet le convainc qu'il est vraiment son fils, Trask accueille le garçon comme son fils et Ranny se marie avec Margy.

## Fiche technique
- Titre : The Age of Desire
- Réalisation : Frank Borzage
- Scénario : Mary O'Hara et Dixie Willson
- Photographie : Chester A. Lyons
- Producteur : Frank Borzage
- Société de production : Arthur H. Jacobs Corporation
- Société de distribution : Associated First National Pictures
- Pays de production :  États-Unis
- Format : Noir et blanc - 1,37:1 - Film muet - 1 576 m
- Date de sortie :
  - États-Unis : 20 septembre 1923

## Distribution
- Josef Swickard : Marcio
- William Collier Jr. : Ranny à 21 ans
- Frederick Truesdell : Malcolm Trask
- Bruce Guerin : Ranny à 3 ans
- Frankie Lee : Ranny à 13 ans
- J. Farrell MacDonald : Dan Reagan
- Mary Jane Irving : Margy à 10 ans
- Myrtle Stedman : Janet Loring
- Aggie Herring : Ann Reagan
- Mary Philbin : Margy à 18 ans
- Edith Yorke : Gran'ma